# Raffaele La Capria
Raffaele La Capria, né à Naples le 3 octobre 1922 et mort à Rome le 26 juin 2022, est un écrivain, scénariste et traducteur italien, auteur de romans et d'essais. 
Son œuvre littéraire la plus connue est la trilogie intitulée Tre romanzi di una giornata.

## Biographie
Raffaele La Capria fait des études de droit à l'université de Naples dont il est diplômé en 1950, puis il séjourne en France, au Royaume-Uni et aux États-Unis avant de s'établir à Rome. Collaborateur aux pages culturelles du Corriere della Sera, il est aussi le codirecteur de la revue littéraire Nuovi Argomenti, fondée en 1953 par Alberto Carrocci et Alberto Moravia, et à laquelle se joindront, entre autres, Pier Paolo Pasolini, Bernardo Bertolucci et Enzo Siciliano.
Grand amateur de littérature britannique, La Capria consacre de nombreux articles à la poésie anglaise et américaine des années 1930 et traduit en italien les Quatre Quatuors de T. S. Eliot.
Au cours des années 1950, il écrit et produit pour la RAI plusieurs émissions de théâtre contemporain. En 1957, il participe au séminaire international de littérature de l'université Harvard.
En 1961, son deuxième roman, Ferito a morte (Blessé à mort), remporte le prix Strega. En septembre 2001, le prix Campiello viendra couronner l'ensemble de son œuvre, suivi en 2002 par le prix Chiara pour l'ensemble de sa carrière et en 2005 par le prix Viareggio pour son roman L'estro quotidiano.

### Carrière

#### Cinéma
Dans le domaine du cinéma, Raffaele La Capria est le coscénariste de plusieurs films de Francesco Rosi, né comme lui à Naples en 1922, dont Main basse sur la ville en 1963, film qui obtient le Lion d'or à la Mostra de Venise ; Les Hommes contre, d'après Emilio Lussu, en 1970 ; et Le Christ s'est arrêté à Eboli, d'après Carlo Levi, en 1979.

#### Littérature
Raffaele La Capria a écrit une vingtaine de livres. Sa carrière de romancier a commencé dès 1952 avec Un giorno d'impazienza, auquel succédera presque dix ans plus tard Ferito a morte, puis Amore e Psiche en 1973. La réunion de ces trois textes donnera en 1982 la trilogie des Tre Romanzi di una giornata.
Les nouvelles comprennent notamment La Neve del Vesuvio et le recueil des Fiori Giapponesi en 1979. Parmi les essais de Raffaele La Capria, on citera False Partenze en 1964, Il Sentimento della letteratura en 1974 et La mosca nella bottiglia. Elogio del senso comune en 1996. Enfin, l'écrivain a publié son autobiographie sous le titre de Cinquant'anni di false partenze.
En France, un colloque international a été consacré à son œuvre en 2001.

## Œuvre

### . La  nostalgie de la beauté, traduit par René de Ceccatty, Pagine d'Arte, 2010
- Amour et psyché, traduit par Michel Sager, Les Lettres Nouvelles nn. 3, 4, 5, 1976.
- L'Harmonie perdue : Fantaisie sur l'histoire de Naples, traduit par Jean-Marc Mandosio, L'Inventaire, 2001 (prix Napoli)
- L’histoire et l’identité; Apologue sur l’histoire des vainqueurs et des vaincus; Les hommes du ressentiment; Apologue sur trois formes de ressentiment; Le sens commun et l’évidence; Apologue sur l’évidence niée, traduit par Jean-Marc Mandosio, Nouvelles de nulle part n° 1, mars 2002
- La Neige du Vésuve, traduit par Vincent d'Orlando, L'Inventaire, 2002
- Fleurs japonaises, traduit et présenté par Jean-Marc Mandosio, Climats, 2004
- La Mouche dans la bouteille : Éloge du sens commun, traduit et présenté par Jean-Marc Mandosio Climats, 2005
- Blessé à mort, traduit par Rose-Marie Desmoulière, Éditions du Seuil, 1963; traduit par Vincent d'Orlando, L'Inventaire, 2006

### Ouvrages en langue italienne
- Amore e psiche, Bompiani, 1979
- Tre romanzi di una giornata, Einaudi, 1982
- Letteratura e salti mortali, Mondadori, 1982
- Armonia perduta, Mondadori, 1986
- Un giorno d'impazienza, Mondadori, 1987
- Variazioni sopra una nota sola. Lettere a Francesca, avec Erri De Luca, AGE-Alfredo *Guida Editore, 1990
- False partenze, Mondadori, 1995
- Conversazione con Raffaele La Capria. Narrare l'armonia perduta, avec Paola Gaglianone, Nuova Omicron, 1995
- Il bambino che non volle sparire, Giunti & Lisciani, 1995
- Assolo napoletano, Rizzoli, 1996
- L'occhio di Napoli, Mondadori, 1996
- Sentimento della letteratura, Mondadori, 1996
- Capri e non più Capri, Mondadori, 1996
- Ferito a morte, Mondadori, 1996
- L'apprendista scrittore. Dieci saggi in forma di racconto, Minimum Fax, 1996
- La neve del Vesuvio, Mondadori, 1997
- Colapesce, Colonnese, 1998
- Napolitan Graffiti. Come eravamo, Rizzoli, 1998
- Ultimi viaggi nell’Italia perduta, Avagliano, 1999
- Lo stile dell’anatra, Mondadori, 2001
- La mosca nella bottiglia. Elogio del senso comune, Rizzoli, 2002
- Me visto da lui stesso. Interviste 1970-2001 sul mestiere di scrivere, Manni, 2002
- Letteratura e libertà. Entretien avec Emanuele Trevi, Quiritta, 2002
- Cinquant'anni di false partenze ovvero l'apprendista scrittore, Minimum Fax, 2002
- Opere, Mondadori, 2003
- Caro Goffredo. dédié à Goffredo Parise, Minimum Fax, 2005.
- L'estro quotidiano, Mondadori, 2005.
- L'amorosa inchiesta, Mondadori, 2006.
- Quattro storie d'amore, Drago, 2007.
- Guappo e altri animali, Mondadori, 2007.
- America 1957, a sentimental journey, 2009.

## Filmographie

### Comme scénariste

#### Au cinéma
- 1961 : Lions au soleil (Leoni al sole) de Vittorio Caprioli
- 1963 : Main basse sur la ville (Le mani sulla città) de Francesco Rosi
- 1966 : La Belle et le Cavalier (C'era una volta) de Francesco Rosi
- 1969 : Senza sapere niente di lei de Luigi Comencini
- 1970 : Les Hommes contre (Uomini contro) de Francesco Rosi
- 1970 : Une saison en enfer (Una stagione all’inferno) de Nelo Risi
- 1974 : Identikit de Giuseppe Patroni Griffi
- 1979 : Le Christ s'est arrêté à Eboli (Cristo si è fermato a Eboli) de Francesco Rosi
- 1989 : Le Roi blessé (Gioco al massacro) de Damiano Damiani
- 1990 : Samedi, dimanche et lundi (Sabato, domenica e lunedì) de Lina Wertmüller
- 1993 : Naples revisitée (Diario napoletano) de Francesco Rosi (documentaire)
- 1999 : Ferdinando e Carolina de Lina Wertmüller

#### À la télévision
- 1961 : Racconti dell'Italia di ieri - Terno secco de Gilberto Tofano
- 1993 : Una questione privata d'Alberto Negrin